# Шашечница бритомарта
Шашечница бритомарта — (лат. Melitaea britomartis) — вид бабочек-нимфалид из рода шашечницы.

## Этимология названия
Бритомарта (Бритомартида) (греческая мифология) — критская богиня, покровительница рыболовов и моряков, спутница Артемиды.

## Описание

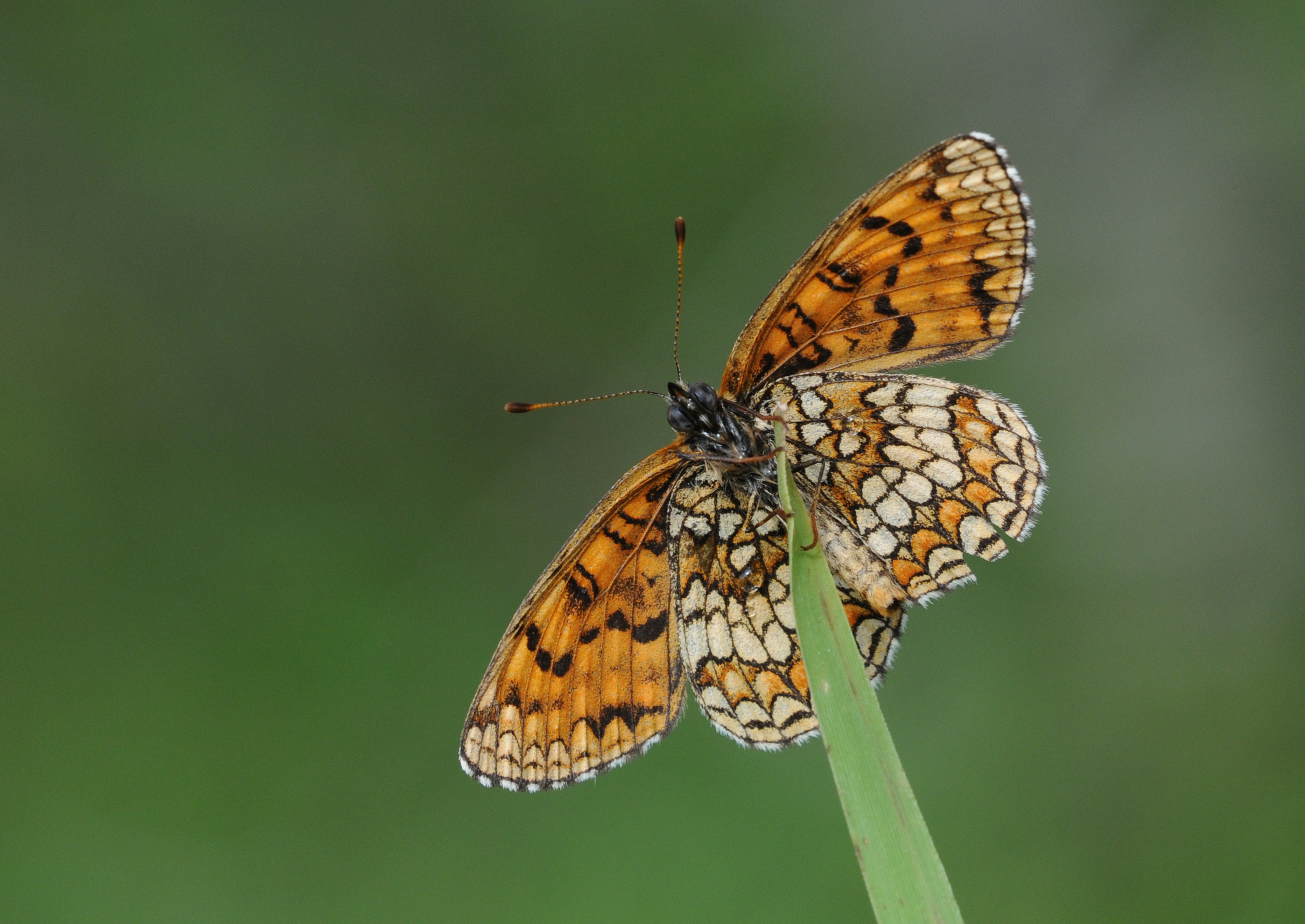
Нижняя сторона крыльев

Длина переднего крыла 17-19 мм. Верхняя сторона крыльев кирпично-красная, испещренная черными продольными (идущими вдоль жилок) и поперечными полосками, создающими клетчатый рисунок. Нижняя сторона крыльев более светлая охристо-желтая, покрыта рядами перевязей сложной конфигурации.

## Ареал
Внетропическая материковая часть Евразии: на территории от северной Италии на восток до Тихого океана. Встречается в степной и лесной зонах локальными участками. Крайне локально распространён в Польше, в Белоруссии, в Словакии, Румынии, в Северной, Центральной и Восточной Украине, в том числе на территории Закарпатья и в Средней России. Населяет луга, поляны, лесные опушки, обочины дорог, разнотравные умеренно увлажненные стации, предпочитая сухие участки недалеко рек, ручьев, заболоченных территорий.

## Биология
Развивается за год в одном поколении. Время лёта с конца мая до середины июля. Самки откладывает яйца группами до 30 штук на нижнюю сторону листьев кормовых растений гусениц, к которым относятся: наперстянка, льнянка, марьянник, подорожник ланцетовидный, подорожник, погремок малый, вероника широколистная и некоторые другие виды травянистых растений. Стадия яйца длится 10 дней. Развитие гусениц происходит в паутинных гнездах. Стадия гусеницы с июля по май следующего года, зимуют. Окукливание гусениц происходит, подвешиваясь на веточках на нижней части кормового растения головой вниз.

## Охрана
Вид занесён в «Красную книгу Европейских дневных бабочек» с категорией SPEC3. Включен в Красную книгу Республики Беларусь (3 категория). Также охраняется в местах локального обитания в Словакии и Венгрии.
В Красной книге Международного союза охраны природы (МСОП) вид отнесён к 3 категории охраны (уязвимый таксон, находящиеся под угрозой исчезновения в перспективе, в силу морфофизиологических и/или поведенческих особенностей, делающих их уязвимыми при любых, даже незначительных, изменениях окружающей среды).